# Calea ferată Revaca–Căinari
Calea ferată Revaca–Căinari este o secție a magistralei 8 Chișinău – Basarabeasca a Î. S. Calea Ferată din Moldova. Construită inițial între anii 1924 și 1931, linia a fost abandonată în perioada sovietică și a fost reconstruită pe aproximativ același amplasament la jumătatea anilor 2000, fiind inaugurată pe 1 octombrie 2005.

## Construcție și exploatare

### Linia istorică
După Primul Război Mondial și unirea Basarabiei cu România, guvernul român, prin Direcția Generală a Căilor Ferate, a demarat un program privind normalizarea și construcția de noi linii în provincie. În cadrul acestuia s-a decis construcția unei căi ferate noi între Revaca, lângă Chișinău, și Căinari, o gară de pe linia Tighina (Bender)–Galați, construită în 1877 de antrepriza Poliakov. Această linie avea un dublu scop: reducea semnificativ ocolul de 117 km prin Tighina și îndeplinea o necesitate strategică, fiind mai departată de Nistru. Ea permitea astfel transportul de persoane și marfă între sudul și nordul Basarabiei fără să mai fie tranzitată Tighina, oraș aflat la frontiera cu Uniunea Sovietică, un stat ostil României.
Construcția căii ferate, realizată de unități de geniu ale armatei, a început în primăvara anului 1924 și s-a finalizat în 1931, fiind deschisă provizoriu pe 1 februarie și inaugurată oficial la 10 iulie 1931. În timpul lucrărilor au fost executate 1.000.000 m3 de terasamente, 28 de podețe și poduri (din care unul peste râul Botna) în lungime totală de 178 m, precum și tunelul de la Țipala, situat între satele Bălțați și Budăi, pe teritoriul comunei Țipala. Având o lungime de 689 m (după alte surse 800 m), a fost terminat pe 3 noiembrie 1927.  A fost proiectat și executat de Direcţia Construcţiei Căilor Ferate de pe lângă Ministerul Comunicaţiilor. Străpungerea tunelului a început dinspre ambele portaluri, de nord și de sud, cele două fronturi de lucru întâlnindu-se la interior cu o precizie de câțiva centimetri.
Lungimea totală a primei căi ferate între Revaca și Căinari a fost de 44,5 km. Linia avea raze minime în curbă de 400 m și o declivitate maximă de 12‰, iar pentru operarea ei au fost construite 4 stații, la Emmental, Botna, Bălțați și Broasca, plus 12 cantoane feroviare. Gările Căinari și Revaca fuseseră deja construite în timpul proiectelor feroviare anterioare. Calea ferată Revaca–Căinari era dotată cu instalație de telegraf și semnalizare la nivelul acelei perioade istorice. Fiecare kilometru al liniei a costat 9.000.000 lei la cursul din 1940, iar ea a scurtat distanța dintre Chișinău și sudul Basarabiei cu 65 km.
Linia a fost exploatată până în august 1944, când accesul în tunelul Țipala a fost distrus în timpul retragerii trupelor româno-germane. În timp, infiltrațiile de apă au degradat tunelul, iar alunecările de teren au acoperit complet cele două portaluri. În anii 1950, partea estică a dealului de deasupra unuia din portaluri a fost transformată într-un loc de depozitare a deșeurilor.

### Linia actuală

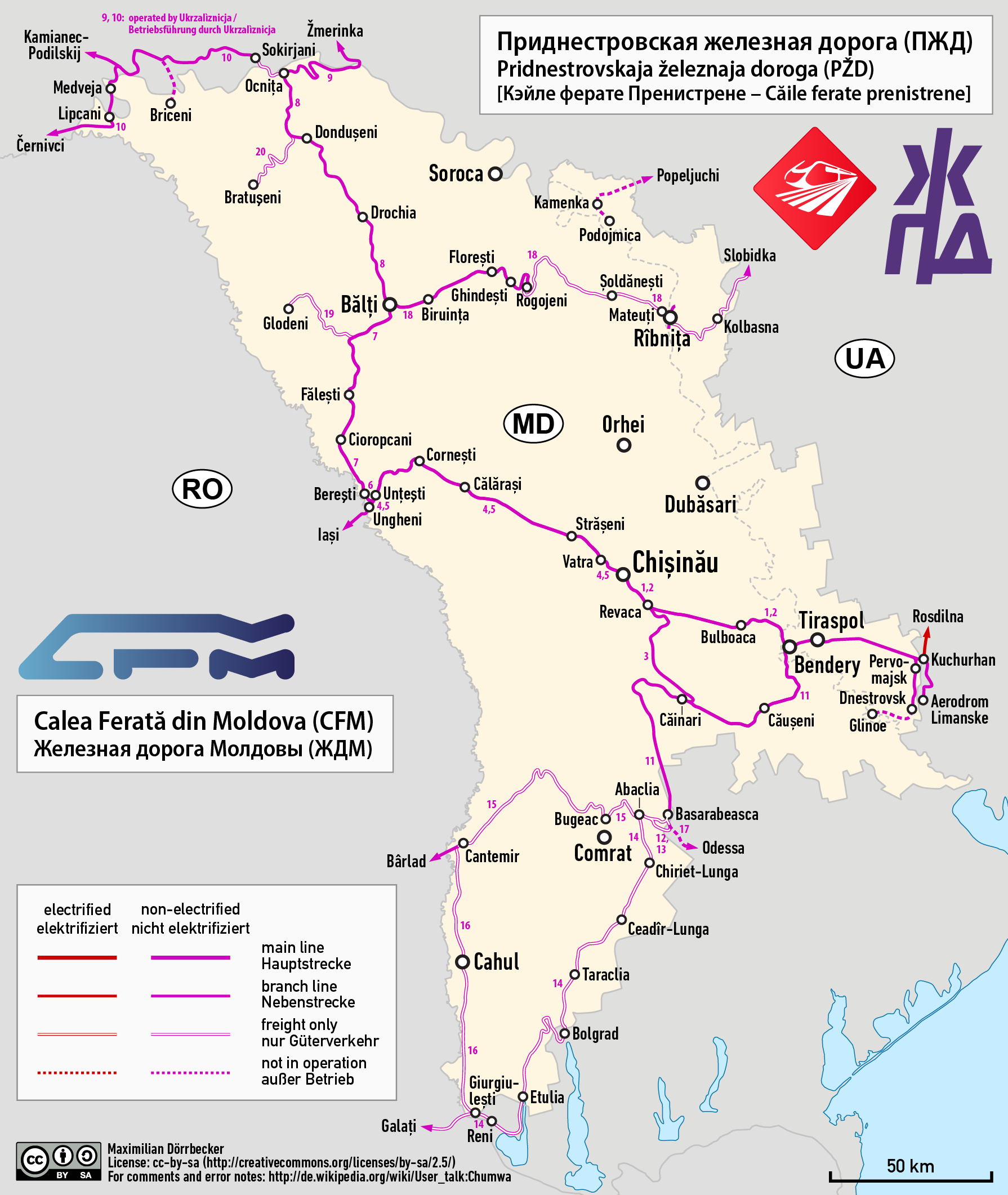
Calea ferată Revaca–Căinari pe harta CFM.

Autoritățile sovietice au demarat reconstrucția liniei în anul 1983, însă lucrările au fost suspendate în anul 1996. Gradul de finalizare din acel moment era estimat la 11,7%.
În vara anului 2004, autoritățile separatiste din Transnistria au închis școlile cu predare în limba română din regiune care utilizau grafia latină, acțiune care a determinat autoritățile din Republica Moldova să impună sancțiuni împotriva regimului de la Tiraspol. Acesta a reacționat cu o serie de măsuri printre care și înființarea Căilor Ferate ale Transnistriei, confiscarea activelor Căii Ferate din Moldova aflate sub controlul său și blocarea cu blocuri de beton, în noaptea de 2 spre 3 august, a firelor de cale ferată din zona gării centrale din Tighina și de la ieșirea din acest oraș, întrerupând total circulația trenurilor între Chișinău și sudul Republicii Moldova.
Față de această situație, guvernul moldovean a decis reconstruirea de urgență a căii ferate între Revaca și Căinari care să ocolească orașul Tighina controlat de regimul de la Tiraspol și să permită reluarea circulației feroviare între nordul și sudul țării. Pe 9 noiembrie 2004, guvernul a emis Hotărârea nr.1228 „privind reluarea lucrărilor de construcție a liniei de cale ferată Revaca-Căinari”, publicată pe 12 noiembrie în Monitorul Oficial. Termenul de finalizare stabilit prin hotărârea de guvern era 1 decembrie 2005.
Pe 30 decembrie 2004, decretul nr. 2175 al președintelui Vladimir Voronin a scutit Î.S. Calea Ferată din Moldova de compensarea pierderilor cauzate de scoaterea din circuitul agricol a terenurilor pentru construcția liniei. Sumele necesare pentru realizarea exproprierilor au fost stabilite prin Hotărârea Nr.104 din 02 februarie 2005 a guvernului Vasile Tarlev. Procedurile privind procurarea terenurilor nu fuseseră încă finalizate la sfârșitul anului 2007.
Lucrările de construcție a căii ferate au început în ianuarie 2005 și fost efectuate de către subdiviziuni ale Î.S. Căii Ferate din Moldova și diverse societăți private atrase în subantrepriză. Costul estimat în devizul lucrării a fost de 188,1 milioane lei, inclusiv TVA în valoare de 31,4 milioane lei. Costul real al lucrării, calculat pe 1 ianuarie 2006, a fost de 91,4 milioane lei.
Noua cale ferată între Revaca și Căinari a fost construită aproximativ pe amplasamentul istoric al liniei, cu mici corecții de traseu. A fost inaugurată în septembrie 2005, dar dată în exploatare oficial pe 1 octombrie a aceluiași an, când a fost pus în circulație trenul 952 Chișinău–Basarabeasca. Calea ferată are o lungime totală de 45 km, din care 43,7 km de linie principală. Din cei 43,7 km, 16,4 km sunt operați pe șină de tip R50, iar 27,3 km pe șină de tip R65. La 1 ianuarie 2018, pe calea ferată Revaca–Căinari existau 6 restricții de viteză, care afectau 17,4 km de linie.
Cu excepția gărilor Revaca și Căinari, tronsonul de cale ferată este deservit de alte 8 puncte de oprire. Linia este simplă și neelectrificată.